# Johann Adam Hiller
Johann Adam Hiller (Görlitz, 25 dicembre 1728 – Lipsia, 16 giugno 1804) è stato un compositore tedesco.
È considerato il creatore dell'opera buffa Singspiel.
Ebbe una vita avventurosa e tentò varie attività musicali, come quella del flautista, del cantante, del compositore e del direttore d'orchestra.
Riuscì a caratterizzare le opere comiche tedesche e i lieder popolareschi, che compose nel ventennio che va dal 1770 al 1790.
Per molte delle sue opere collaborò con il poeta tedesco Christian Felix Weisse.
Dal 1781 al 1785 diresse la Gewandhausorchester Leipzig, nell'allora nuovissima sala Gewandhaus.
Beethoven scrisse delle variazioni su un suo tema, tratto dal singspiel Der lustige Schuster (Il ciabattino allegro) nell'ultimo movimento della Sonata per violino op. 96.

## Opere
- Der lustige Schuster (1766)
- Lisuart und Dariolette (1766)
- Lottchen am Hofe (1767)
- Die Liebe auf dem Lande (1768)
- Die Jagd (1770)
- Der Dorfbalbier (1771)